# Suzanne Manet
Suzanne Manet, född Leenhoff den 30 oktober 1829 i Delft, död den 8 mars 1906 i Paris, var en nederländsk pianist, gift med målaren Édouard Manet. 
Hon var mor till Léon Leenhoff, som var gudson till Manet. Sonens far kan ha varit målaren själv eller dennes far. Sonen föddes 1852, och först 1863 gifte sig paret. Fram till dess hade Suzanne Leenhoff och sonen levt kvar i Zaltbommel tillsammans med hennes familj. Därefter flyttade de till Paris, där Léon Leenhoff presenterades som sin mors yngre bror. I den franska huvudstaden höll hon litterär salong tillsammans med sin svärmor. Hon framförde också verk av företrädesvis Robert Schumann, Ludwig van Beethoven och Richard Wagner.

## Urval av målningar
Suzanne Manet avmålas på talrika bilder av Édouard Manet, däribland följande huvudverk:
| Bild | Konstnär | Titel                                   | År        | Storlek (cm) | Museum                             | Stad                        |
| ---- | -------- | --------------------------------------- | --------- | ------------ | ---------------------------------- | --------------------------- |
|      | Manet    | Överraskad nymf                         | 1861      | 144 × 112    | Museo Nacional de Bellas Artes     | Buenos Aires                |
|      | Manet    | Mme Manet vid flygeln                   | 1868      | 38 x 46      | Musée d'Orsay                      | Paris                       |
|      | Manet    | La lecture                              | 1868      | 61 x 74      | Musée d'Orsay                      | Paris                       |
|      | Degas    | Monsieur et Madame Édouard Manet        | 1868–1869 |              | Kitakyūshū Municipal Museum of Art | Kitakyūshū, Japan           |
|      | Manet    | Interiör i Arcachon                     | 1871      | 39 x 54      | Clark Art Institute                | Williamstown, Massachusetts |
|      | Manet    | Portrait de Madame Manet                | 1873      | 100,3 × 78,4 | Metropolitan Museum of Art         | New York                    |
|      | Manet    | Porträtt av Madame Manet i en blå soffa | 1874      | 49 × 60      | Musée d'Orsay                      | Paris                       |
|      | Manet    | Portrait de Madame Manet                | 1874–1876 | 60 × 50      | Norton Simon Museum                | Pasadena, Kalifornien       |
|      | Manet    | Madame Manet i vinterträdgården         | 1879      | 81 × 100     | Nasjonalmuseet                     | Oslo                        |
|      | Manet    | Madame Manet at Bellevue                | 1880      | 81 × 60      | Metropolitan Museum of Art         | New York                    |